# Santiago (Ilocos Sur)
Santiago è una municipalità di quarta classe delle Filippine, situata nella provincia di Ilocos Sur, nella regione di Ilocos.
Santiago è formata da 24 baranggay:
- Al-aludig
- Ambucao
- Baybayabas
- Bigbiga
- Bulbulala
- Busel-busel
- Butol
- Caburao
- Dan-ar
- Gabao
- Guinabang
- Imus

- Lang-ayan
- Mambug
- Nalasin
- Olo-olo Norte
- Olo-olo Sur
- Poblacion Norte
- Poblacion Sur
- Sabangan
- Salincub
- San Jose (Baraoas)
- San Roque
- Ubbog